# Elisabeth Selbert
Elisabeth Selbert, de soltera Elisabeth Rohde (Kassel, Imperio alemán, 22 de septiembre de 1896  - Kassel, Alemania Occidental, 9 de junio de 1986), fue una de las cuatro mujeres en el Consejo Parlamentario, la comisión que redactó la Ley Fundamental para la República Federal de Alemania (su constitución). En total el Consejo Parlamentario tuvo 65 miembros.

## Biografía
El 22 de septiembre de 1896 Elisabeth Rohde nació como hija de un ama de casa y un carcelero. La pareja tuvo cuatro hijas y la familia fue muy protestante. De 1903 a 1907 Elisabeth Rohde fue a una Volksschule, una escuela de enseñanza primaria, y de 1907 a 1912 a una Realschule, un instituto de enseñanza media. Sin embargo, como todas las niñas, Rohde no recibió el título escolar de la Realschule. Esto luego lo describiría como una gran injusticia. Ya que sus padres no pudieron pagarlo, no fue a un Gymnasium, sino a una escuela profesional y de comercio. Después obtuvo un puesto de trabajo como secretaria con idiomas, que perdió al estallido de la Primera Guerra Mundial. Desde 1916 trabajó en la oficina de telégrafos de correos. Según otra fuente ya había trabajado en este puesto desde el estallido de la Primera Guerra Mundial. Lo tendrá hasta 1921.
En 1918 conoció a su futuro esposo, Adam Selbert, un impresor y un político socialdemócrata, y después de visitar varios actos de los socialdemócratas, Elisabeth Selbert se hizo miembro del Partido Socialdemócrata de Alemania. De 1918 a 1933 fue miembro de la junta directiva del Partido Socialdemócrata de Alemania de la ciudad de Kassel. De 1919 a 1925 o de 1919 a 1927 además fue concejala del municipio de Niederzwehren. Allí fue miembro de la comisión de hacienda e impuestos. En 1920 se casó con Adam Selbert y en 1921 y 1922 nacieron sus dos hijos.
En 1926 Elisabeth Selbert aprobó el Abitur (la selectividad) y empezó a estudiar Derecho. Fue una de cinco mujeres entre 300 estudiantes. En 1930 concluyó sus estudios con el doctorado. En 1933 los nacionalsocialistas suspendieron a Adam Selbert de su cargo (era teniente de alcalde de Niederzwehren) y la familia dependió de los ingresos de Elisabeth Selbert. En 1934 fue admitida como abogada y abrió su propio bufete. Junto con otros abogados, Elisabeth Selbert trató de proteger con su trabajo a sus clientes de la persecución por los nacionalsocialistas, de trabajos forzados y de los campos de concentración. En 1943, durante la guerra, el bufete fue destruido. Lo reabrió en 1945.
De 1945 a 1953 Selbert fue miembro de la junta directiva  del Partido Socialdemócrata de Alemania en el distrito Hesse-Norte y de 1946 a 1955 miembro de la junta directiva del partido a nivel nacional. En 1946 fue miembro de la asamblea constituyente del estado federado de Hesse. De 1946 a 1952 fue concejala de Kassel y de 1946 a 1958 miembro del Parlamento Regional Hesiano.
En 1948 y 1949 Elisabeth Selbert fue miembro del Consejo Parlamentario, la comisión que redactó la Ley Fundamental para la República Federal de Alemania, su constitución. Por iniciativa suya la Ley Fundamental contiene la frase «Las mujeres y los hombres son iguales», aunque la mayoría de los miembros del Consejo Parlamentario primero la rechazó. Solamente después de que Elisabeth Selbert se dirigió al público y a la prensa y causó una oleada de protestas, la frase fue integrada en la Ley Fundamental. Dentro del Consejo Parlamentario Selbert fue miembro del comité para la organización del Estado federal, del comité para el tribunal de garantías constitucionales y del comité para la administración de justicia. El Consejo Parlamentario se reunió por primera vez el 1 de septiembre de 1948.
Hasta 1958 Selbert todavía fue miembro del Parlamento de Hesse, pero en este año dejó de comprometerse en la política. Hasta la edad de 86 años o 85 años trabajó en su bufete. Murió el 9 de junio de 1986 a la edad de 89 años.